# ORP Sokół (1955)
Pour les autres navires du même nom, voir ORP Sokół (homonymie).
L'ORP Sokół est un sous-marin polonais de classe Whiskey (Type 613) acheté par la Pologne à l’Union des républiques socialistes soviétiques.

## Historique
Les travaux de construction d’une autre unité de projet 613, destinée à la marine soviétique et portant la désignation S-278, ont commencé le 9 décembre 1954 au chantier naval Krasnoïé Sormovo à Gorki. Le lancement a eu lieu le 19 avril 1955. Le 12 novembre 1955, il rejoint la marine soviétique.
En octobre 1964, le navire est entré en service dans la marine polonaise et a reçu le nom de ORP Sokół. Le navire a reçu le numéro de fanion 293, et a fait partie de la 1e flottille de sous-marins.
Dans les années 1965-1970, le navire a participé à de nombreuses croisières opérationnelles et d’entraînement en mer du Nord et dans l’océan Atlantique Est. Le 1er août 1969, le navire a plongé dans le Gotland Deep à une profondeur de 180 mètres. En juin 1975, le navire participe à des exercices dont le nom de code est Poséidon-75. Au cours des années suivantes, le navire a participé à de nombreux exercices dans le cadre des forces du Pacte de Varsovie, principalement dans la région de la mer Baltique.
Par six fois (en 1967, 1969, 1973, 1974, 1978 et 1986) le navire a remporté le titre de « meilleur navire de la Marine, ».
En mars 1982, le navire a participé aux exercices ZOP avec la Volksmarine est-allemande.
En 1987, le navire a été reclassé en tant qu’unité d’entraînement. Le 12 décembre de la même année, après 23 ans de service, il a été mis hors service. Le navire a été mis au rebut au chantier naval en 1989.

## Commandants
- Capitaine Władysław Janeczek : du 11/04/1964 au 21/03/1966
- Capitaine Lt Zdzisław Głownka : du 22/03/1966 au 06/11/1968
- Capitaine Marian Spera : du 07/11/1968 au 15/09/1970
- Capitaine Lt. Józef Wołczyński : du 21/07/1970 au 06/06/1975
- Capitaine Stanisław Stasik	: du 06/06/1975 au 31/03/1980
- Capitaine Włodzimierz Podumis : du 01/04/1980 au 27/06/1985
- Capitaine Ryszard Jamro : du 27/06/1985 au 15/12/1987[4]